# نخل لرزانک جارویی
نخل لرزانک جارویی (نام علمی: Butia pubispatha) نام یک گونه از سرده نخل‌های پرسان است.